# Örenboyalı, Güneysınır
Örenboyalı là một xã thuộc huyện Güneysınır, tỉnh Konya, Thổ Nhĩ Kỳ. Dân số thời điểm năm 2011 là 150 người.